# El jutge
El jutge (títol original en anglès, The Judge) és una pel·lícula de drama legal estatunidenca del 2014 dirigida per David Dobkin. La pel·lícula és protagonitzada per Robert Downey Jr. i Robert Duvall amb Vera Farmiga, Vincent D'Onofrio, Jeremy Strong, Dax Shepard i Billy Bob Thornton en papers secundaris. La pel·lícula es va estrenar als Estats Units el 10 d'octubre de 2014. Va rebre crítiques en diversos sentits; els crítics van elogiar les interpretacions de Duvall i Downey, així com la banda sonora de Thomas Newman, alhora que van criticar la naturalesa predictible del guió i la manca de desenvolupament dels seus personatges secundaris. S'ha doblat i subtitulat al català.
Duvall va rebre múltiples nominacions als premis per la seva interpretació com el jutge Joseph Palmer, com ara l'Oscar, el Globus d'Or, el premi del Sindicat d'Actors de Cinema i el premi Satellite al millor actor secundari. Thomas Newman també va rebre una nominació al premi Satellite a la millor banda sonora original.